# WPD Scandinavia
WPD Scandinavia AB med säte i Stockholm arbetar med utveckling, finansiering, byggnation och drift av projekt inom vindkraft och solenergi.
Bolaget är helägt dotterbolag inom wpd-koncernen – en av Europas ledande aktörer inom förnybar energi med lång erfarenhet inom projektering, finansiering och drift av vind- och solkraftsparker.